# Miami Vice (ścieżka dźwiękowa)
Miami Vice (ścieżka dźwiękowa) – ścieżka dźwiękowa z popularnego amerykańskiego serialu telewizyjnego z lat 80., w Polsce znanego pod nazwą Policjanci z Miami. Serial był emitowany przez 5 sezonów. W trakcie jego emisji wydano kilka albumów ze ścieżką dźwiękową.

## Miami ViceI
| #  | Tytuł                           | Długość | Wykonawca\Kompozytor |
| -- | ------------------------------- | ------- | -------------------- |
| 1  | „The Original Miami Vice Theme” | 1:00    | Jan Hammer           |
| 2  | „Smuggler's Blues”              | 3:45    | Glenn Frey           |
| 3  | „Own the Night”                 | 4:50    | Chaka Khan           |
| 4  | „You Belong to the City”        | 5:30    | Glenn Frey           |
| 5  | „In the Air Tonight”            | 5:29    | Phil Collins         |
| 6  | „Miami Vice (Instrumental)”     | 2:26    | Jan Hammer           |
| 7  | „Vice”                          | 5:00    | Melle Mel            |
| 8  | „Better Be Good to Me”          | 5:12    | Tina Turner          |
| 9  | „Flashback (Instrumental)”      | 3:19    | Jan Hammer           |
| 10 | „Chase (Instrumental)”          | 2:36    | Jan Hammer           |
| 11 | „Evan (Instrumental)”           | 3:05    | Jan Hammer           |

## Miami ViceII
| #  | Tytuł                           | Długość | Wykonawca/Kompozytor                                                     |
| -- | ------------------------------- | ------- | ------------------------------------------------------------------------ |
| 1  | „Mercy”                         | 4:27    | Steve Jones                                                              |
| 2  | „Send It To Me”                 | 4:12    | Gladys Knight & The Pips                                                 |
| 3  | „Take Me Home”                  | 5:51    | Phil Collins                                                             |
| 4  | „Last Unbroken Heart”           | 3:53    | Patti LaBelle & Bill Champlin / Paul Gordon, Jay Gruska, Joseph Williams |
| 5  | „Crockett’s Theme”              | 3:25    | Jan Hammer                                                               |
| 6  | „When The Rain Comes Down”      | 3:52    | Andy Taylor                                                              |
| 7  | „Lover”                         | 3:52    | Roxy Music                                                               |
| 8  | „Lives In The Balance”          | 4:13    | Jackson Browne                                                           |
| 9  | „In Dulce Decorum”              | 4:34    | The Damned                                                               |
| 10 | „Miami Vice: New York Theme”    | 3:53    | Jan Hammer                                                               |
| 11 | „The Original Miami Vice Theme” | 0:59    | Jan Hammer                                                               |

## Miami ViceIII
| #  | Tytuł                                                        | Długość | Wykonawca/Kompozytor             |
| -- | ------------------------------------------------------------ | ------- | -------------------------------- |
| 1  | „Follow My Rainbow”                                          | 4:52    | Sheena Easton                    |
| 2  | „Satellite”                                                  | 4:12    | The Hooters                      |
| 3  | „Looking For Someone To Love”                                | 1:50    | The Stray Cats                   |
| 4  | „Moon On Ice”                                                | 4:12    | Yello                            |
| 5  | „New York Theme”                                             | 3:42    | Jan Hammer                       |
| 6  | „Dirty Laundry”                                              | 5:34    | Don Henley                       |
| 7  | „I Got You (I Feel Good)”                                    | 2:44    | James Brown                      |
| 8  | „Devil With A Blue Dress On/ Good Golly Miss Molly (Medley)” | 3:03    | Mitch Ryder & The Detroit Wheels |
| 9  | „Call It Love”                                               | 5:04    | Yello                            |
| 10 | „The Wedding”                                                | 3:22    | Jan Hammer                       |

## The Complete Collection
| CD   | #  | Tytuł                     | Długość | Kompozytor |
| ---- | -- | ------------------------- | ------- | ---------- |
| CD 1 | 1  | Original Miami Vice Theme | 1:00    | Jan Hammer |
| CD 1 | 2  | Crockett’s Theme          | 3:32    | Jan Hammer |
| CD 1 | 3  | New York Theme            | 2:59    | Jan Hammer |
| CD 1 | 4  | Tubbs And Valerie         | 3:32    | Jan Hammer |
| CD 1 | 5  | Evan                      | 3:06    | Jan Hammer |
| CD 1 | 6  | Rum Cay                   | 3:03    | Jan Hammer |
| CD 1 | 7  | One Way Out               | 4:15    | Jan Hammer |
| CD 1 | 8  | Flashback                 | 3:19    | Jan Hammer |
| CD 1 | 9  | Chase                     | 2:39    | Jan Hammer |
| CD 1 | 10 | Theresa                   | 3:07    | Jan Hammer |
| CD 1 | 11 | Colombia                  | 2:39    | Jan Hammer |
| CD 1 | 12 | Marina                    | 3:41    | Jan Hammer |
| CD 1 | 13 | Last Flight               | 3:30    | Jan Hammer |
| CD 1 | 14 | Night Talk                | 2:44    | Jan Hammer |
| CD 1 | 15 | Payback                   | 3:45    | Jan Hammer |
| CD 1 | 16 | Poem                      | 3:05    | Jan Hammer |
| CD 1 | 17 | Rico's Blues              | 2:54    | Jan Hammer |
| CD 1 | 18 | The Trial And The Search  | 4:55    | Jan Hammer |
| CD 1 | 19 | Wedding                   | 3:23    | Jan Hammer |
| CD 1 | 20 | Miami Vice Theme          | 2:26    | Jan Hammer |
| CD 2 | 1  | Candy                     | 3:03    | Jan Hammer |
| CD 2 | 2  | Voodoo Dance              | 3:48    | Jan Hammer |
| CD 2 | 3  | Lombard Trial             | 2:35    | Jan Hammer |
| CD 2 | 4  | Boat Party                | 3:06    | Jan Hammer |
| CD 2 | 5  | Angelina Flashback        | 3:26    | Jan Hammer |
| CD 2 | 6  | Rain                      | 2:33    | Jan Hammer |
| CD 2 | 7  | Clues                     | 3:53    | Jan Hammer |
| CD 2 | 8  | Crockett’s Return         | 3:23    | Jan Hammer |
| CD 2 | 9  | Shadow In The Dark        | 3:08    | Jan Hammer |
| CD 2 | 10 | Incoming                  | 2:06    | Jan Hammer |
| CD 2 | 11 | The Talk                  | 5:11    | Jan Hammer |
| CD 2 | 12 | Gina                      | 3:01    | Jan Hammer |
| CD 2 | 13 | Stone's War               | 2:02    | Jan Hammer |
| CD 2 | 14 | El Viejo Mix              | 3:05    | Jan Hammer |
| CD 2 | 15 | Airport Swap              | 2:20    | Jan Hammer |
| CD 2 | 16 | Russian Story             | 4:13    | Jan Hammer |
| CD 2 | 17 | Cool Runnin'              | 2:35    | Jan Hammer |
| CD 2 | 18 | Texas Ranger              | 2:21    | Jan Hammer |
| CD 2 | 19 | The Great Boat Race       | 2:52    | Jan Hammer |
| CD 2 | 20 | Golden Triangle           | 2:47    | Jan Hammer |
| CD 2 | 21 | Runaround                 | 3:22    | Jan Hammer |
| CD 2 | 22 | Turning Point             | 1:25    | Jan Hammer |